# Копаоник
Копаоник (познат и као Сребрна планина) је највећи планински масив у јужној Србији који се пружа од северозапада ка југоистоку дужином од око 75 km, досежући у средњем делу ширину од око 40 km. Један његов део је заштићена зона под именом национални парк Копаоник у оквиру кога постоји већи број заштићених природних целина, а на њему се налази и највећи скијашки центар у Србији. Његов највиши врх је Панчићев врх са 2017 m нмв. на коме се налази маузолеј чувеног српског природњака по коме је добио име, око кога се налази база војске Србије. Цео масив је добио назив по великом рудном богатству које је на њему експлоатисано још од средњег века, а на његовом ширем простору је смештен читав низ културно-историјских споменика из периода од XII до XV века. Захваљујући развијеном туристичком центру са савременим хотелима и пратећим објектима, Копаоник представља једну од најпопуларнијих туристичких дестинација у Србији.

## Геолошки састав
У грађи Копаоника учествују све три групе стена. Његово језгро сачињено је од интрузивне масе тоналитског гранита, кога од серпентинске масе одваја зона шкриљаца. Меридијански правац пружања гранитног језгра одредио је и правац пружања главног била Копаоника. У састав ове планине улазе још андезит и дацит, изливне магматске стене, односно кречњаци и пешчари, који се према начину постанка класификују као седиментне стене. Најважније руде Копаоника налазе се у поменутим изливним магматским стенама.
Ранији назив највишег врха био је Суво Рудиште, а потицао је од многобројних рудних жица које избијају око њега. Ово је био један од бројних топонима који указују на рудно богатство Копаоника.

## Рељеф
Копаоник има карактер хорста јер је са свих страна ограничен раседима (доњоибарски, жупски, западноморавски и косовски).
Рашчлањен је долинама, између његових врхова налазе се превоји, а на планинским странама јављају се површи (флувијална копаоничка површ). Средишњи део планине је пространа, флувијална заталасана површ висока око 1 700 m (нв), која се назива „Равни Копаоник”. Око површи се дижу Суво Рудиште са Панчићевим (Милановим) врхом (2017 ), Караман (1934 m), Гобеља (1834 m) и др. Југоисточно од Сувог Рудишта гребен Копаоника је сужен и рашчлањен у низ пластастих узвишења: Чардак (1590 m), Шаторица (1750 m) и Оштро копље (1789 m), између којих су широке преседлине.
Са западне стране, од Ибарске магистрале, воде два пута за Равни Копаоник, један од Биљановца уз Јошаничку реку, а други од Руднице; и са источне стране од Крушевца и Топлице преко Брзећа. Од Равног Копаоника одваја се његов источни огранак са спуштањем на превој Мрамор (1140 m), затим се пење ка Великој огледни (1359 m) и таласастим гребеном Врата (1072 m), Почар (1163 m) завршава са Јаворцем и његовим врхом Журла (869 m), спуштајући се стрмо у Јанкову клисуру која га одваја од планине Јастребац.
| Врхови на Копаонику¹ |               |                                             |
| Име | Висина ( нмв) | Напомена                                    |
| Кукавица (Јадовник) | 1726          | део централног масива                       |
| Треска | 1622          | део централног масива                       |
| Вучак | 1714          | налази се на Бањском делу централног масива |
| Оштри крш | 1741          |                                             |
| Велика Гобеља | 1934          | део централног масива                       |
| Велики Караман (Вучји крш или Вучак) | 1936          | део централног масива                       |
| Мали Караман | 1917          | део централног масива                       |
| Суво Рудиште | 1976          | део централног масива                       |
| Панчићев врх | 2017          | део централног масива                       |
| Бугарин | 1636          | део централног масива                       |
| Небеске столице | 1913          | део централног масива                       |
| Бећировац | 1782          | део централног масива                       |
| Војетин | 1561          | део централног масива                       |
| Дебела глава | 1379          |                                             |
| Велики Чир | 1369          |                                             |
| Пилатовица | 1703          |                                             |
| Мусинац | 1725          |                                             |
| Шаторица | 1750          |                                             |
| Оштро копље (Бајрак) | 1790          | највиши врх јужног Копаоника                |
| Барељ | 1583          |                                             |
| Мањи врхови централног дела масива Копаоника² |               |                                             |
| Име | Висина ( нмв) | Напомена                                    |
| Мала Гобеља | 1854          |                                             |
| Маркове стене | 1721          | скупина великих гранитних блокова           |
| Суви врх | 1696          | скупина великих гранитних блокова           |
| Лисичија стена | 1686          | скупина великих гранитних блокова           |
| Суви Јелак | 1662          |                                             |
| Велика Шиљача | 1625          |                                             |
| Високи Део | 1616          |                                             |
| Струга | 1608          |                                             |
| Велика стена | 1599          |                                             |
| Беле Чуке | 1544          |                                             |
| Палеж | 1478          |                                             |
| Првановица | 1464          |                                             |
| Превоји на Равном Копаонику² |               |                                             |
| Име | Висина ( нмв) | Спаја                                       |
| Пајино пресло | 1804          | Мали Караман са Сувим Рудиштем              |
| Јарам | 1778          | Велику Гобељу са Великим Караманом (Вучком) |
| Раскрсница | 1514          | Доњи Бабин Гроб са Кукавицом                |
| Велика греда | 1440          | Греду са Пашиним Бачиштем                   |
| ¹Подаци су преузети са карте ВГИ из 1986. године, а врхови су поређани по положају од севера ка југу. ²Подаци су преузети са планинарско-туристичке карте Копаоника из 1992. године, а поређани по висини. |               |                                             |

## Клима
Са скоро 200 сунчаних дана годишње, Копаоник заслужује своје друго име „Сунчана планина“. Јужни положај, висина и отвореност терена спречава задржавање облака над планином. Хладан ваздух пада у околне равнице и увале, тако да зимске температуре нису прениске. Просечна годишња температура је 3,7 °C. Снег почиње крајем новембра и траје до маја, просечно 159 дана годишње. Ниво падавина је већи од 1000 mm годишње.
| Просечно месечно и годишње осунчавање на Копаонику¹                                                                                            |      |      |      |      |     |     |     |      |      |      |      |      |      |
| Мерна станица | Јан. | Феб. | Март | Апр. | Мај | Јун | Јул | Авг. | Сеп. | Окт. | Нов. | Дец. | Год. |
| Могуће просечно месечно и годишње осунчавање на Копаонику                                                                                      |      |      |      |      |     |     |     |      |      |      |      |      |      |
| Копаоник | 291  | 295  | 370  | 403  | 456 | 560 | 466 | 432  | 375  | 342  | 291  | 280  | 4461 |
| Стварно просечно месечно и годишње осунчавање на Копаонику                                                                                     |      |      |      |      |     |     |     |      |      |      |      |      |      |
| Копаоник | 82   | 92   | 118  | 141  | 161 | 170 | 242 | 241  | 195  | 137  | 90   | 73   | 1741 |
| Приштина | 73   | 102  | 140  | 189  | 224 | 261 | 311 | 299  | 230  | 172  | 94   | 67   | 2162 |
| Краљево | 63   | 87   | 129  | 176  | 205 | 230 | 273 | 267  | 207  | 154  | 86   | 54   | 1929 |
| Београд | 68   | 88   | 138  | 184  | 224 | 256 | 292 | 274  | 220  | 174  | 87   | 55   | 2060 |
| ¹Подаци су добијени од републичког хидрометеоролошког завода Србије, а подаци за веће градове око Копаоника и Београд су изнете ради поређења. |      |      |      |      |     |     |     |      |      |      |      |      |      |

| Температурна кретања на Копаонику¹ |      |      |      |      |      |     |     |      |      |      |      |      |      |      |      |      |      |
| Мерна станица | Нмв. | Јан. | Феб. | Март | Апр. | Мај | Јун | Јул  | Авг. | Сеп. | Окт. | Нов. | Дец. | Год. | Кол. | Зима | Лето |
| Равни Копаоник | 1710 | -6.0 | -5.2 | -2.7 |      |     |     | 11.6 | 11.9 |      |      | -0.1 | -3.8 | 2.9  | 17.9 | -5.0 | 11.0 |
| Панчићев врх | 2017 | -7.4 | -6.9 | -5.1 |      |     |     | 10.1 | 10.2 |      |      | -0.6 | -3.6 | 1.7  | 17.6 | -6.0 | 9.6  |
| Приштина | 573  | -1.2 | 1.1  | 5.1  |      |     |     | 19.6 | 19.5 |      |      | 4.7  | 0.4  | 9.8  | 20.8 | 0.1  | 18.9 |
| Краљево | 219  | -0.2 | 2.3  | 6.6  |      |     |     | 20.8 | 20.4 |      |      | 5.8  | 1.5  | 11.1 | 21.0 | 1.2  | 20.1 |
| Београд | 132  | 0.6  | 2.4  | 7.0  |      |     |     | 22.1 | 21.8 |      |      | 6.9  | 2.7  | 12.0 | 21.5 | 1.9  | 21.4 |
| ¹Подаци су добијени од републичког хидрометеоролошког завода Србије, а подаци за веће градове око Копаоника и Београд су изнете ради поређења. |      |      |      |      |      |     |     |      |      |      |      |      |      |      |      |      |      |

| Трајање снежног покривача на Копаонику¹ |      |              |          |          |
| Мерна станица | Нмв. | Почетак      | Крај     | Трајање  |
| Лешак |      | 12. децембар | 5. март  | 84 дана  |
| Јошаничка Бања | 555  | 11. децембар | 19. март | 99 дана  |
| Куршумлија | 383  | 8. децембар  | 17. март | 100 дана |
| Подујево | 620  | 12. децембар | 26. март | 105 дана |
| Равни Копаоник | 1710 | 13. октобар  | 12. мај  | 212 дана |
| ¹Подаци су добијени од републичког хидрометеоролошког завода Србије, а подаци за веће градове око Копаоника и Београд су изнете ради поређења. |      |              |          |          |

## Флора и фауна
На Копаонику је најраспрострањенија раскомадана шумско-пашњачка зона средишње Србије. На вишим деловима је четинарска смрчева и јелова, а по странама букова и храстова шума.
Копаоник је место на коме се могу наћи примерци ендемске флоре као што су копаоничка чуваркућа (Sempervivum kopaonicense Pancic), Панчићева поточарка (Cardamine Pancici) и копаоничка љубичица (Viola kopaonicensis).
Од многобројних животињских врста најзначајнији су сиви соко (Falco peregrinus), сури орао (Aquila chrysaetos), буљина (Bubo bubo), дивља мачка (Felix silvestris) и срна (Capreolus capreolus).
| Ихтиофауна већих водотокова на Копаонику и његовој околини |                                                           |
| Река/Језеро                                                | Врсте                                                     |
| Бистричка река                                             | кркуша и клен                                             |
| Брвеница                                                   | пастрмка, кркуша и клен                                   |
| Брзећка река                                               | пастрмка                                                  |
| Језеро Газиводе                                            | шаран, скобаљ, укљева, клен и друге                       |
| Гобељска река                                              | пастрмка                                                  |
| Гокчаница                                                  | пастрмка, кркуша и клен                                   |
| Ђерекарска река                                            | пастрмка                                                  |
| Златарско језеро                                           | шаран, смуђ, лињак, деверика, караш, штука и друге        |
| Ибар                                                       | шаран, скобаљ, кркуша, мрена, сом, белица, платица и клен |
| Јошаница                                                   | пастрмка, кркуша, платица и клен                          |
| Криворечка река                                            | пастрмка                                                  |
| Паљевка                                                    | пастрмка                                                  |
| Планска река                                               | пастрмка и кркуша                                         |
| Расина                                                     | кркуша, бела риба и клен                                  |
| Рудничка река                                              | пастрмка, кркуша и клен                                   |
| Самоковка                                                  | пастрмка                                                  |
| Студеница                                                  | пастрмка, кркуша, мрена и клен                            |
| Подаци су преузети из књиге Миодрага Јемуовића .           |                                                           |

| Већи водотокови на Копаонику по сливовима којима припадају |                                                                                  |
| Слив                                                       | Водотокови                                                                       |
| Ибарски¹                                                   | Бистричка река, Гобељска река, Рудничка река (Барска и Лисинска река), Самоковка |
| Расински¹                                                  | Бела река, Брзећка, Грашевачка                                                   |
| Топлички²                                                  | Дубока, Ђерекарска река, Запланинска река                                        |
| ¹западноморавски слив; ²јужноморавски слив                 |                                                                                  |

## Привреда
Сточарство је главно занимање становништва, а у новије време туризам. Копаоник је већ у средњем веку био рударска област, па су из тог периода остали многи поткопи, називи и рударски алати. Рударство је обновљено у новије време, нарочито у Трепчи, која на обронцима ове планине има велика налазишта оловно-цинкане руде. У самом подножју Панчићевог врха се налази рудник Бело Брдо.
Данас је на Равном Копаонику велики туристички планински центар, са бројним смештајним капацитетима, системом смучарских стаза и жичара и другом инфраструктуром. Други такав комплекс се развија код села Брзећа на источној падини, где у хотелима, апартманима и кућама има око 1.000 лежаја. Планински дом је подигнут још 1935.
Привлачност Копаоника лежи у изузетној динамици његовог рељефа. Пространи планински пашњаци густе зимзелене и мешовите шуме, као и планински врхови са којих се виде Шар планина, Стара Планина као и остале околне планине остају у неизбрисивом сећању свих који су посетили ову планинску лепотицу.

## Термални извори и бање
На Копаонику, у области Јеловарник и на надморској висини од око 1.500 m, налази се водопад висок 71 m, у оквиру националног парка. У региону планине има доста термалних извора. Врло су познате Врњачка Бања, Матарушка Бања и Сијаринска Бања. У самом подножју налази се Јошаничка Бања (термални извор, 78 °C), Луковска Бања (36—56 °C) и Куршумлијска Бања (38—57 °C). Поред термалних извора на Копаонику постоје и минерални извори као и извор нискорадиоактивне воде(најрадиоактивнији у Србији) Крчмар на висини од 1950 m и Марине воде на висини од 1700 m.

## Културно–историјски споменици на подручју Копаоника
У околини Копаоника постоји велики број културно—историјских споменика. Неки од њих су:
- Остаци средњовековног манастира тзв. Црквине код Небеских столица подно самог Панчићевог врха
- Остаци средњовековног пута — Кукавица (око 4 km)
- Остаци средњовековног рудника — Гвоздац, село Запланина, Смоковска река, Кадијевац, Суво Рудиште, Брзећка река, Бела река,
- Грађевине сакралне архитектуре — светилиште Метође, црква Св. Петра и Павла у Кривој реци,
- Грађевина из турског периода — турско купатило у Јошаничкој бањи
- Споменици из ослободилачких ратова: споменик на Мрамору, споменици Ђачки гроб, Раскрсница, споменик жртвама фашизма у Кривој Реци,
- Панчићев маузолеј (смештен у комплексу специјалне намене)
- Значајни историјски објекти — Мијатовића јаз, сеоске куће: село Лисина, село Ђорђевићи, село Црна Глава, село Крива Река, село Брзеће, воденице и пилане: Брзеће, Крива Река, Гобељска река, Јошаничка Бања.

### Средњовековни градови
- Рас
- Звечан (—14. век),
- Маглич (13. век),
- Брвеник (14. век),
- Врх Лаб (14. век),
- Козник (15. век)

### Манастири
- Петрова црква (VIII—IX век) код Новог Пазара
- Студеница (XI—XII век) код Ушћа
- Жича (XIII век) код Краљева
- Сопоћани (XIII век) код Новог Пазара
- Ђурђеви ступови (XII век) код Новог Пазара
- Манастир Градац (XIII век) код Рашке
- Павлица

## НАТО дејства на подручју Копаоника
Током НАТО агресије на СРЈ, авиони НАТО пакта дејствовали су по војним и цивилним циљевима на подручју законом заштићеног националног парка Копаоник. Прве вечери агресије ракетирана је радарска инфраструктура и пратећи објекти на Панчићевом врху и том приликом је маузолеј Јосифа Панчића претрпео мања оштећења. Поред ракетирања војних објеката на самом врху НАТО авиони су на ширем подручју Панчићевог врха изручили већу количину касетних бомби чија је употреба забрањена, због чега је кретање ван пута на том делу опасно по живот о чему јасно сведоче знаци упозорења. О постојању заосталих касетних бомби сведоче и пожари које су оне покренуле протеклих година у којима је страдала само биљна заједница клеке и боровнице.
НАТО авијација је 13. априла дејствовала по хотелу Бачиште који је спаљен до темеља, а кретање по оближњој шуми је строго забрањено, због опасности од неактивираних касетних бомби.
Током лета 2005. године предео у околини порушеног хотела Бачиште је очишћен од 23 заостале касетне бомбе. Локације у близини Панчићевог врха Крчмар 1 и 2 и Дубока 1 су очишћене од касетних бомби током 2006. године и том приликом је пронађено 70 заосталих мина.

## Галерија
- Општина Рашка - Копаоник, Марков камен
- Општина Рашка - Копаоник
- Општина Рашка - Копаоник, Кадијевац
- Општина Рашка - Копаоник, Кадијевац
- Општина Рашка - Копаоник, Самоковка
- Општина Рашка, кањон реке Самоковке -Копаоник
- Општина Рашка - Копаоник, Козје стене
- Општина Рашка - Копаоник, Марков камен
- Општина Рашка - Копаоник, Марков камен
- Општина Рашка - Копаоник
- Општина Рашка - Копаоник
- Општина Рашка - Копаоник
- Општина Рашка - Копаоник
- Општина Рашка - Копаоник
- Општина Рашка, кањон реке Самоковке -Копаоник
- Општина Рашка, кањон реке Самоковке -Копаоник
- Општина Рашка - Копаоник, Кадијевац
- Општина Рашка - Копаоник, Кадијевац
- Општина Рашка - Копаоник, Кадијевац
- Општина Рашка - Копаоник, Ђоров мост
- Општина Рашка - Копаоник, Ђоров мост
- Панчићев врх — поглед са манастира Ђурђеви ступови
- Хотел на Копаонику
- Падине Копаоника
- Конаци
- Првобитни планинарски дом на Копаонику
- Хотел на Копаонику
- Бајковита брда Копаоника
- Копаоник
- Детаљ са Копа
- Небо
- Жичара
- Жичара Коп
- Шума на Копаонику
- Поглед са врха планине
- Зима 2024 панорама са Копаоника према истоку
- Копаоник зима 2024 пут Копаоник Брзеће